# Biblioteca Pública de Nueva York
La Biblioteca Pública de Nueva York (en inglés: New York Public Library, sigla NYPL) es una de las bibliotecas más importantes del mundo y con más contenido de América. La biblioteca se caracteriza por tener una gran cantidad de libros de acceso público junto a otros de obligada lectura dentro del recinto. Es, además, una de las bibliotecas públicas más grandes de los Estados Unidos con uno de los sistemas de búsqueda de información más extensos. Su dirección está en manos de una corporación privada, aunque su carácter es no comercial debido a su uso público, y se financia a través de fondos públicos y privados.

## Historia

### Fundación
A instancias de Joseph Cogswell, John Jacob Astor colocó un codicilo en su testamento para legar  400 000 dólares  (equivalente a  11.8 millones de dólares en 2020) para la creación de una biblioteca pública. Después de la muerte de Astor en 1848, la junta directiva resultante ejecutó las condiciones del testamento y construyó la Biblioteca Astor en 1854 en East Village.  La biblioteca creada fue una biblioteca de referencia gratuita; no se permitió la circulación de sus libros. En 1872, la Biblioteca Astor fue descrita en un editorial del New York Times como una "importante referencia y recurso de investigación", pero, "Popularmente no lo es, y carece , de forma importante, de lo esencial de una biblioteca pública, para cualquier acceso que las masas populares puedan tener".
Una ley de la Legislatura del Estado de Nueva York incorporó la Biblioteca Lenox en 1870. .La biblioteca fue construida en la Quinta Avenida , entre las calles 70 y 71, en 1877. El bibliófilo y filántropo James Lenox donó una vasta colección de su obra Americana. , obras de arte, manuscritos y libros raros,,incluida la primera Biblia de Gutenberg en el Nuevo Mundo . En sus inicios, la biblioteca cobraba la entrada y no permitía el acceso físico con ningún material literario.

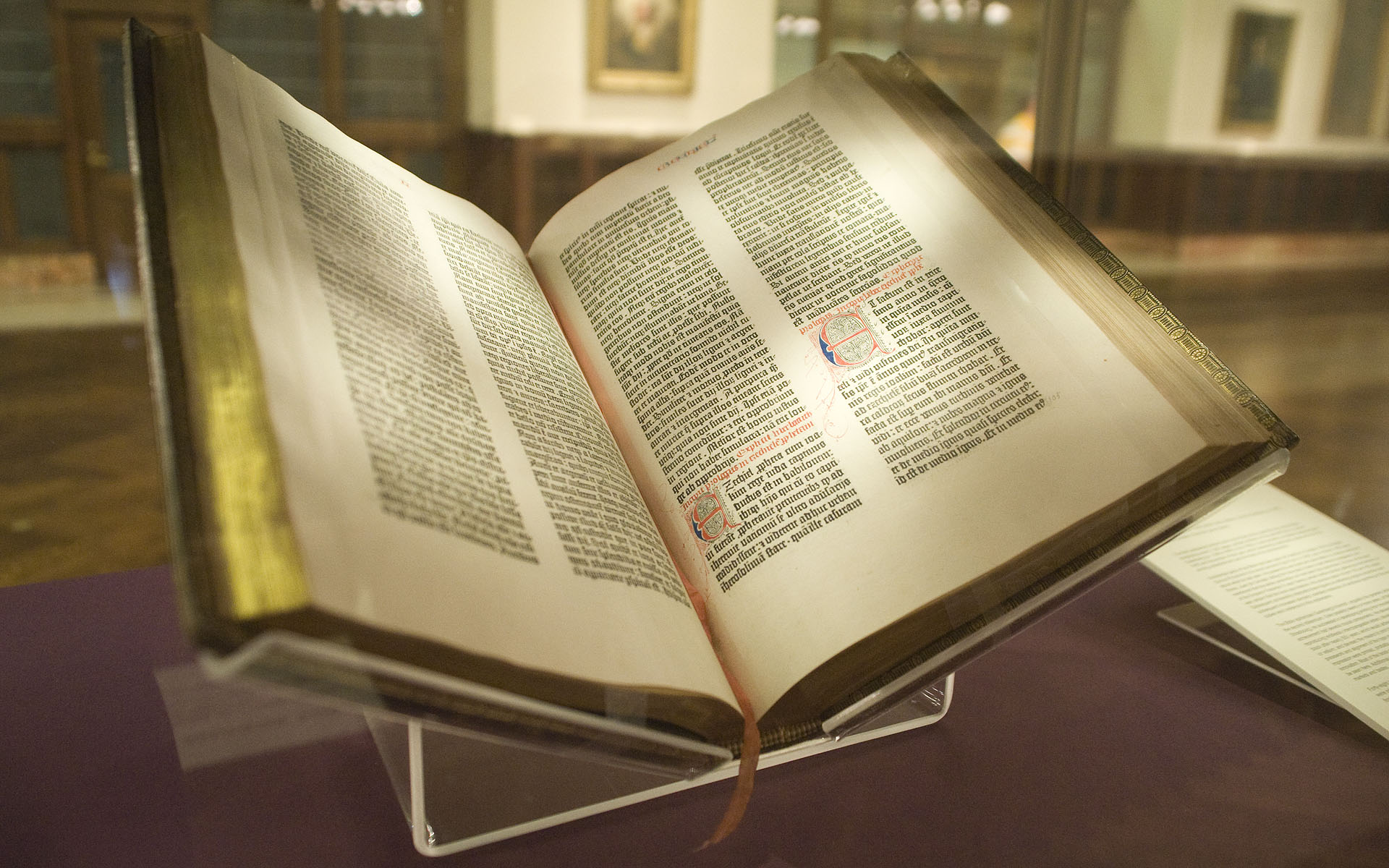
Lenox Copia de Lenox de la Biblia de Gutenberg en la Biblioteca Pública de Nueva York

El exgobernador de Nueva York y candidato presidencial Samuel J. Tilden creía que se requería una biblioteca con alcance en toda la ciudad y, tras su muerte en 1886, legó la mayor parte de su fortuna, alrededor de  2.4 millones de dólares (equivalente a  68 millones en 2020), a "Establecer y mantener una biblioteca y una sala de lectura gratuitas en la ciudad de Nueva York". Este dinero permanecería intacto en un fideicomiso durante varios años, hasta que John Bigelow , un abogado de Nueva York, y Andrew Haswell Green , ambos fideicomisarios de la fortuna de Tilden, tuvieron la idea de fusionar dos de las bibliotecas más grandes de la ciudad. 
Tanto las bibliotecas de Astor como las de Lenox tenían problemas económicos. Aunque la ciudad de Nueva York ya tenía numerosas bibliotecas en el siglo XIX, casi todas eran financiadas con fondos privados y muchas cobraban tarifas de admisión o uso (una excepción notable fue Cooper Union , que abrió su sala de lectura gratuita al público en 1859). Bigelow, el partidario más destacado del plan para fusionar las dos bibliotecas, encontró apoyo en Lewis Cass Ledyard , miembro de la Junta de Tilden, así como en John Cadwalader , en la junta de Astor. Finalmente, John Stewart Kennedy , presidente de la junta de Lenox también apoyó el plan. El 23 de mayo de 1895, Bigelow, Cadwalader y George L.Rivesacordó crean "La Biblioteca Pública de Nueva York, las Fundaciones Astor, Lenox y Tilden"

### Desarrollo de la colección
El notable  neoyorquino Washington Irving fue un amigo cercano de Astor durante décadas y había ayudado al filántropo a diseñar la Biblioteca Astor. Irving fue el presidente del Patronato de la biblioteca desde 1848 hasta su muerte en 1859, dando forma a las políticas de colección de la biblioteca con su fuerte sensibilidad con respecto a la vida intelectual europea. Posteriormente, la biblioteca contrató a destacados expertos a nivel nacional para orientar sus políticas de colecciones; informaron directamente a los directores John Shaw Billings (quien también desarrolló la Biblioteca Nacional de Medicina ), Edwin H. Anderson , Harry M. Lydenberg , Franklin F. Hopper, Ralph A. Beals y Edward Freehafer (1954-1970).  Hicieron hincapié en la experiencia, la objetividad y una gama muy amplia de conocimientos en todo el mundo para adquirir, preservar, organizar y poner a disposición de la población en general casi 12 millones de libros y 26,5 millones de artículos adicionales.  Los directores, a su vez, informaron a un consejo de administración de élite, principalmente hombres blancos de clase alta, ancianos,  filantrópicos, predominantemente protestantes, con posiciones dominantes en la sociedad estadounidense. Consideraron que su función consistía en proteger la autonomía de la biblioteca frente a los políticos, así como otorgarle estatus, recursos y una atención prudente. 
Representante de las muchas decisiones importantes de la junta fue la compra en 1931 de la biblioteca privada del gran duque Vladimir Alexandrovich (1847-1909), tío del último zar . Esta fue una de las mayores adquisiciones de libros y materiales fotográficos rusos. 
Los militares recurrieron en gran medida a las colecciones de libros y mapas de la biblioteca durante las guerras mundiales, incluida la contratación de su personal. Por ejemplo, el jefe de la División de Mapas, Walter Ristow, fue nombrado jefe de la sección de geografía de la Oficina de Inteligencia Militar de Nueva York del Departamento de Guerra de 1942 a 1945. Ristow y su personal descubrieron, copiaron y prestaron miles de mapas estratégicos, raros o únicos a agencias de guerra que necesitan información no disponible a través de otras fuentes.

### Edificio sucursal principal

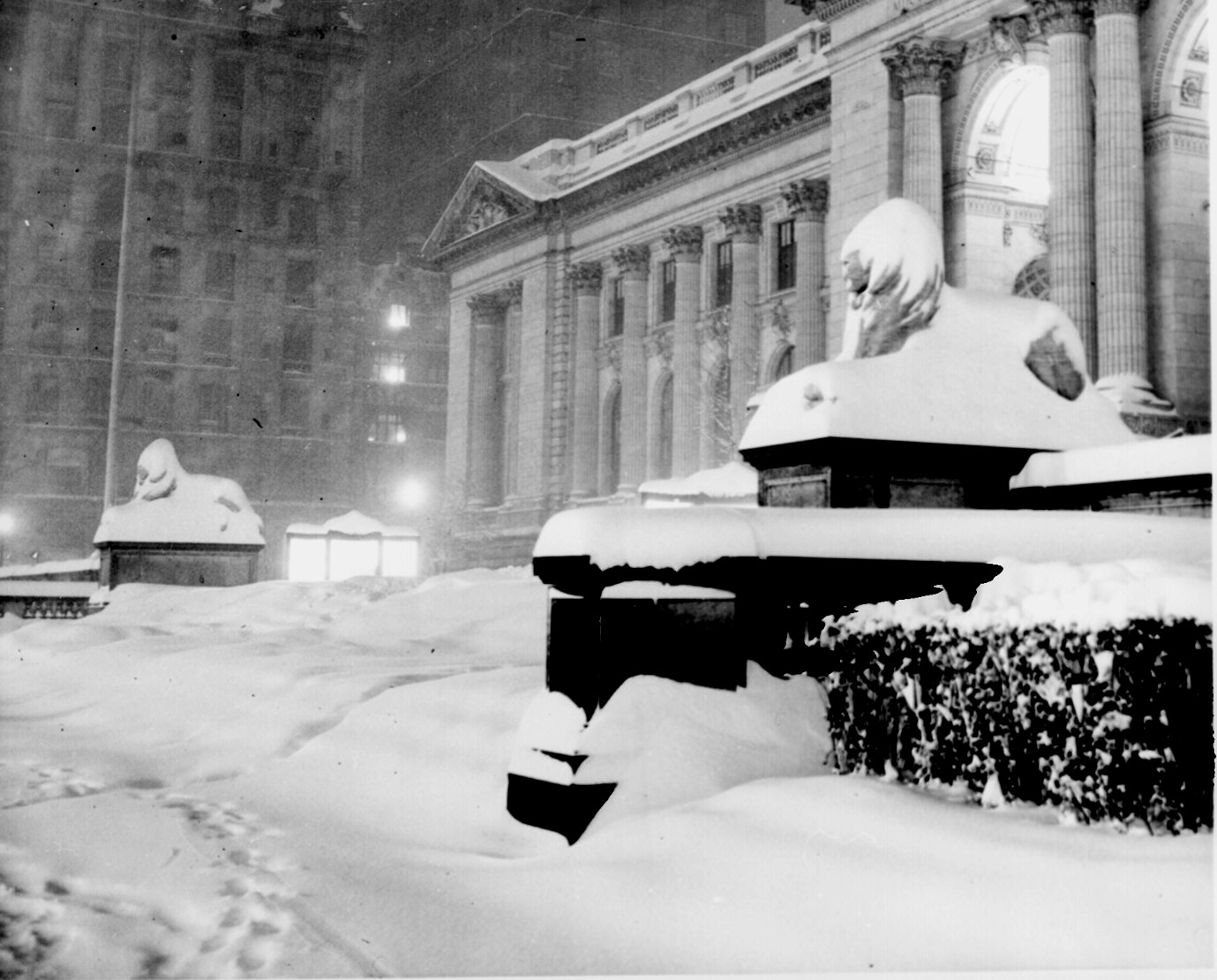
Paciencia y Entereza, las estatuas "Library Lion", en la nevada de diciembre 1948

Los organizadores de la Biblioteca Pública de Nueva York,  eligieron un sitio céntrico a lo largo de la Quinta Avenida entre las calles 40 y 42, en la parte superior del embalse de Croton . El Dr. John Shaw Billings , el primer director de la biblioteca, creó un diseño inicial que se convirtió en la base del nuevo edificio que contiene una enorme sala de lectura en la parte superior de siete pisos de estanterías de libros, combinada con un sistema que fue diseñado para que los usuarios tuvieran los libros  lo más rápido posible. El estudio de arquitectura Carrère and Hastings construyó la estructura en estilo Beaux-Arts , y la estructura se inauguró el 23 de mayo de 1911. Fue la estructura de mármol más grande hasta ese momento en los Estados Unidos.
Los dos leones de piedra que custodiaban la entrada fueron esculpidos por EC Potter y  por los hermanos Piccirilli . Su principal sala de lectura fue en aquellos moméntos la más grande de su tipo en el mundo , con  23 m de ancho por 90  m de largo, con techos de 15 m de alto .  Una ampliación en las décadas de 1970 y 1980 agregó espacio de almacenamiento debajo de Bryant Park , directamente al oeste de la biblioteca. La estructura tuvo una importante restauración de 2007 a 2011,  suscrita por una donación de  100 millones de dólares  del filántropo Stephen A. Schwarzman , por quien posteriormente se cambió el nombre de la sucursal. En la actualidad, la sala de lectura principal de la sucursal está equipada con ordenadores con acceso a las colecciones de la biblioteca e Internet, así como con instalaciones  para ordenadores portátiles. Un programa de becarios pone a disposición habitaciones reservadas para escritores y académicos, seleccionados anualmente, y muchos han realizado importantes investigaciones y redacción en la biblioteca.
La nave principal también contiene varias designaciones históricas. Fue declarada Monumento Histórico Nacional en 1965,  e  incluida en el Registro Nacional de Lugares Históricos en 1966, y designado como un hito de la ciudad de Nueva York en 1967.

## Historia reciente
La Biblioteca Pública de Nueva York no fue creada por estatuto gubernamental. Desde sus primeros días, la biblioteca se formó a partir de una asociación entre el gobierno de la ciudad y la filantropía privada. A partir de 2010, las bibliotecas de investigación del sistema se financian en gran medida con dinero privado, y las sucursales o las bibliotecas circulantes se financian principalmente con fondos del gobierno de la ciudad. Hasta 2009, las bibliotecas de investigación y sucursales operaban casi en su totalidad como sistemas separados, pero ese año se fusionaron varias operaciones. A principios de 2010, el personal de la NYPL se había reducido en aproximadamente un 16 por ciento, en parte a través de las consolidaciones.
En 2010, como parte del programa de consolidación, la NYPL trasladó varias operaciones administrativas a un nuevo edificio del Centro de Servicios Bibliotecarios en Long Island City. Un antiguo almacén fue renovado para este propósito por $ 50 millones . El clasificador de libros utiliza códigos de barras en los elementos de la biblioteca para clasificarlos y enviarlos a 132 sucursales de bibliotecas. Con dos tercios de la longitud de un campo de fútbol, la máquina es la más grande de su tipo en el mundo, según funcionarios de la biblioteca. Los libros ubicados en una sucursal y solicitados a otra pasan por el clasificador, cuyo uso ha reducido el tiempo de espera anterior en al menos un día. Junto con 14 empleados de la biblioteca, la máquina puede clasificar 7.500 artículos por hora (o 125 por minuto). En el primer piso del Centro de Servicios Bibliotecarios hay una oficina de pedidos y catalogación; en el segundo, el departamento de imágenes digitales (antes en el edificio de la sucursal principal) y la división de manuscritos y archivos, donde el aire se mantiene más fresco; en el tercero, la División de Preservación Barbara Goldsmith, con una plantilla de 10 (a partir de 2010) pero diseñada para hasta 30 empleados.
La NYPL mantiene una fuerza de patrulleros especiales de la ciudad de Nueva York, que brindan seguridad y protección a varias bibliotecas, e investigadores especiales de la NYPL, que supervisan las operaciones de seguridad en las instalaciones de la biblioteca. Estos oficiales tienen la autoridad de arresto en servicio otorgada por la Ley Penal de Nueva York . Algunas sucursales de la biblioteca contratan guardias de seguridad.
Para celebrar su 125 aniversario, la NYPL calculó una lista de sus libros más prestados. Encabezando la lista  Ezra Jack Keats con  Un día de nieve 

## La biblioteca en el cine
En el clásico de 1984 Los Cazafantasmas (Ghostbusters), se mostraban muchas tomas de la Gran Manzana; entre ellas la Biblioteca Pública de Nueva York. Sin embargo, la película que más tiempo en escena ha dedicado a esta institución, es The Day After Tomorrow (El día después de mañana en Latinoamérica y El día de mañana en España), donde los protagonistas se refugian del catastrófico cambio climático entre las paredes de la biblioteca.

## La biblioteca en la televisión
En el episodio 2 de la serie Girl Meets World muestran escenas desde afuera de la biblioteca y la recrearon cuando tuvieron que entrar.
En el episodio 24 del anime  Banana Fish , al momento de la muerte de Ash.